# Incakujira
Incakujira — вимерлий рід смугачів з пізнього міоцену Піско у західному Перу.

## Опис
Incakujira відрізняється від інших смугачів (викопних і тих що дійшли до нас) тим, що має менш ослаблений рострум і особливості верхньої щелепи, надочниці та решти черепа. Kujira в назві роду означає «кит» по-японськи.

## Біологія
Морфологія свідчить про те, що можливості харчування з допомогою всмоктування були не такими великими, як у сучасних смугачів, і що сам Incakujira також використовував додаткові стратегії харчування крилем.